# نيكيتا أوسوف
نيكيتا أوسوف هو لاعب كرة قدم روسي في مركز الدفاع، ولد في 3 أغسطس 1994 في نوفوفورونيج في روسيا. لعب مع موردوفيا سارانسك.